# Friedrich von Flemming
Friedrich Graf von Flemming (* 20. Oktober 1707; † 22. März 1777 in Crossen an der Elster) war Ritter des Johanniterordens.

## Leben
Er war der Sohn des Generalleutnants und Kammerherrn Johann Georg Graf von Flemming, der Enkel des Feldmarschalls Heino Heinrich Graf von Flemming und besaß dank seiner Familie auch das Privileg eines Erblandmarschalls von Hinterpommern (seit 1695).
Flemming verließ den Militärdienst als Kapitän und wurde später zum Ritter des Johanniterordens ernannt. Er starb 1777 im Schloss Crossen.

## Familie
Am 12. Mai 1730 heiratete er Johanna Friederike von Grumbkow, die Tochter von Friedrich Wilhelm von Grumbkow. Das Paar hatte folgende Kinder:
- Charlotte Magdalene  († Januar 1758) ⚭ 4. März 1751 Johann Friedrich von Loeben
- Wilhelmine Luise  ⚭ 1765 Graf Konrad Maximilian von Flemming, (* 12. Dezember 1712; † 13. Juli 1778)
- Christine Karoline  (* 20. Februar 1744; † 26. Februar 1809) ⚭ 5. März 1767 Karl Wilhelm von Kreckwitz (* 8. August 1722; † 4. September 1774)
- Friedrich Ludwig (1748–1751)